# Simply Deeper European Tour
Simply Deeper European Tour − europejskie tournée amerykańskiej piosenkarki, byłej członkini grupy Destiny's Child − Kelly Rowland. Kelly podczas tej trasy promowała pierwszy solowy album Simply Deep (z 2002 roku). Koncerty otwierała młodsza siostra Beyoncé − Solange Knowles.